# Потёмкин, Иван Алексеевич
Иван Алексеевич Потёмкин (1780 — 26 октября [7 ноября] 1849) — русский дипломат, тайный советник.
Сын генерал-майора и егермейстера Алексея Яковлевича Потёмкина и княжны Анны Богдановны Друцкой-Соколинской (1751—1798), родился в 1780 г.
В 1782 г. записан сержантом в л.-гв. Преображенский полк, в 1789 г. был переведён в л.-гв. Измайловский полк, откуда 1 января 1796 г. выпущен капитаном в Смоленский драгунский полк и 23 декабря того же года зачислен в Свиту Его Императорского Величества. 23 октября 1798 г. уволен от военной службы для определения к статским делам с производством в коллежские асессоры, 5-го мая 1799 г. определён в ведомство Государственной Коллегии иностранных дел.
4 июня 1811 г., в чине коллежского советника (с 8-го октября 1809 г.), определён был, сверх штата, к нашей миссии в Дрездене, в 1812 г. (30 сентября) назначен секретарём миссии в Кальяри, 9 июля 1813 г. пожалован в звание камергера, 4 марта 1816 г. перемещён секретарём миссии в Мадриде, в 1818 г. (с 12 января по 9 ноября) был поверенным в делах в Штутгарте, откуда снова вернулся в Мадрид и, произведенный в статские советники (12-го декабря 1819 г.), 28-го июля 1822 г. был отозван к делам Коллегии, после чего, 2-го декабря того же года, назначен советником посольства в Лондон.
Пожалованный в действительные статские советники (22 августа 1826 г.), 25 марта 1828 г. был определён чрезвычайным посланником и полномочным министром при Баварском дворе, после чего 9 апреля 1832 г. назначен на ту же должность при Нидерландском дворе, и, наконец, в 1838 г. занял пост посланника при дворах Римском и Тосканском, в 1835 г. (6 апреля) произведён был в тайные советники; в 1844 г. он вышел в отставку и умер в Неаполе 26 октября 1849 г.